# Herbert Marshall
Herbert Brough Falcon Marshall (ur. 23 maja 1890 w Londynie, zm. 22 stycznia 1966 w Beverly Hills) – angielski aktor filmowy, teatralny i telewizyjny.

## Wybrana filmografia
seriale
- 1948: Studio One jako pułkownik Beaumont
- 1952: The Ford Television Theatre
- 1956: Playhouse 90 jako doktor Knight
- 1959: Adventures in Paradise jako sędzia

filmy
- 1927: Mumsie jako pułkownik Armytage
- 1929: List jako Geoffrey Hammond
- 1930: Morderstwo jako sir John Menier
- 1932: Złote sidła jako Gaston Monescu alias La Valle
- 1935: Dobra wróżka jako doktor Max Sporum
- 1935: Czarny anioł
- 1940: List jako Robert Crosbie
- 1942: Księżyc i miedziak jako Geoffrey Wolfe
- 1946: Pojedynek w słońcu jako Scott Chavez
- 1949: Tajemniczy ogród jako Archibald Craven
- 1960: Mroczne koronki jako Charles Manning
- 1965: Dzień trzeci jako Austin Parsons

## Wyróżnienia
Ma swoją gwiazdę w Hollywoodzkiej Alei Gwiazd.